# Benjamin Sene
Benjamin Sene, né le 13 mai 1994 à Langon en Gironde, est un joueur français de basket-ball.

## Biographie

### Espoirs (2011-2013)
En 2011, il rejoint l'équipe des espoirs de Nancy.
En janvier 2013, il souffre d'une fracture du pouce mais il est tout de même en tenue avec l'équipe professionnelle lors du déplacement à Dijon pour respecter la réglementation de la LNB d'avoir dix joueurs sur la feuille de match. Le 2 mars 2013, il est victime d'une fracture ouverture du radius gauche avec les espoirs contre Nanterre et tweet que sa saison est terminée. Le 7 mars, il se fait opérer et plâtrer, l'obligeant à manquer deux mois de compétition.
Il termine sa saison espoirs 2012-2013 avec 20,1 points à 50,2 %, 4,9 rebonds, 4,9 passes décisives, 2,8 interceptions et 4 balles perdues en 37 minutes par match.

### Carrière professionnelle
À la fin de ses deux années d'espoir, il est courtisé par Boulogne-sur-Mer mais il choisit de devenir professionnel avec son club formateur.
Le 12 août 2013, il peut reprendre l'entraînement avec opposition.
Il est intégré au groupe professionnel de Nancy pour la saison 2013-2014. En octobre 2013, jusque-là doublure de Clevin Hannah avec 5 minutes de jeu par match, il doit reculer d'un cran dans la hiérarchie avec la signature de John Linehan. Le 17 décembre 2013, lors d'un entraînement, il se fêle la clavicule et doit rester éloigné des parquets jusqu'au 7 janvier. En mars 2014, il se blesse à la cheville à l'entraînement et doit manquer trois semaines de compétition.
La saison suivant, il a davantage de responsabilités, en étant la doublure de Darius Adams.
Le 30 décembre 2015, il remporte le concours des meneurs lors All-Star Game LNB 2015. Il réitère cette performance lors de l'édition 2016 et 2017.
En avril 2015, il prolonge son contrat avec Nancy jusqu'en 2017. À la fin de la saison 2015-2016, il est le seul joueur de l'effectif à rester une saison supplémentaire.
Le 31 mai 2017, il signe avec Gravelines-Dunkerque.
Le 14 mai 2020, il rejoint l'équipe de Boulazac et se rapproche de sa commune natale de Langon, il y fait équipe avec Kevin Harley, un ami d'enfance.
Au terme de la saison 2020-2021, Boulazac est retrogradé en deuxième division. En juillet 2021, Sene quitte Boulazac et rejoint Nanterre 92, club de première division, pour deux saisons.

### Sélection nationale
Il manque le championnat d'Europe U20 à Tallin du 9 au 21 juillet du fait qu'il ne se soit pas remis totalement de sa fracture à l'avant-bras gauche.
Le 10 juin 2016, il est appelé en renfort dans l'équipe de France pour la préparation du tournoi de qualification olympique (TQO).